# Siri Hustvedt
Siri Hustvedt (Northfield, Minnesota, 19 de febrer de 1955) és una novel·lista, assagista i poeta estatunidenca.

## Biografia
Siri Hustvedt va néixer a Northfield, Minnesota. El seu pare, Lloyd Hustvedt, era un professor de literatura escandinava. La seva mare, Ester Vegan, havia emigrat de Noruega quan tenia 30 anys. Hustvedt té estudis d'història pel St. Olaf College i de literatura i llengua anglesa per la Columbia University.
Hustvedt és famosa sobretot com a novel·lista, però també ha publicat un llibre de poesia, contes i assaigs sobre diversos temes editats en (entre d'altres) The Art of the Essay, 1999, The Best American Short Stories 1990 i 1991, The Paris Review, Yale Review, i Modern Painters.
Hustvedt fa servir temes i símbols repetitius en tota la seva obra. Els més notables són l'ús d'un cert tipus de voyeurisme, la vinculació d'objectes de morts a personatges estranys a aquests morts, i l'exploració de la identitat. També ha escrit assaigs sobre la història de l'art i la pintura. Els pintors solen aparèixer en les seves obres de ficció, potser sobretot en la seva novel·la What I loved.
Viu a Brooklyn, Nova York, amb el seu marit, l'escriptor Paul Auster, i la seva filla, la cantant i actriu Sophie Auster.
El 22 de maig de 2019 va guanyar el Premi Princesa d'Astúries.

## Obra

### Novel·la
- The Blindfold (1992)(traducció catalana: Els ulls embenats, 2018)[3]
- The Enchantment of Lily Dahl (1996)
- What I Loved (2003) (traducció catalana: Allò que vaig estimar, 2008)[4]
- The Sorrows of an American (2008) (traducció catalana: Elegia per un americà, 2009)[5]
- The summer without men (2011) (traducció catalana: L'Estiu sense homes, 2011)\[6]

### Poesia
- Reading to You (1983)

### Assaig
- Yonder (1998)
- Mysteries of the Rectangle: Essays on Painting (2005)
- A Plea for Eros (2005)
- The Shaking Woman (2009)(traducció catalana: La dona tremolosa. La història dels meus nervis, 2017)[7]* Living, Thinking, Looking (2020)
- A Woman Looking at Men Looking at women (2016) (traducció catalana: La dona que mira els homes que miren a les dones, 2017)[8]
- The delusions of certainty (2016) (traducció catalana: Els miratges de la certesa, 2021)[9]
- Memories of the future (2019) (traducció catalana: Records del futur, 2019)[10]
- Mothers, Fathers, and Others (2021) (traducció catalana: Mares, pares i més. Apunts sobre la meva família real i literària, 2022)[11]